# Віллі Мультгауп
Віллі Мультгауп (нім. Willi Multhaup, 19 липня 1903, Ессен — 18 грудня 1982) — німецький футбольний тренер, який з різними командами вигравав Бундеслігу, Кубок Німеччини і Кубок володарів кубків. 

## Кар'єра тренера
Розпочав тренерську кар'єру 1949 року, очоливши тренерський штаб клубу «Пройсен Мюнстер» з регіональної ліги Вестфалії. У перший же рік роботи з командою вивів її до Західної зони Оберліги, найвищого на той час футбольного дивізіону країни, а наступного року допоміг команді втримати місце у цій лізі.
Згодом до започаткування єдиного західнонімецького чемпіонату у 1963 році встиг попрацювати ще з декількома командами, зокрема протягом двох каденцій тренував «Майдеріх», а також був головним тренером обох конкуруючих команд з рідного Ессена — «Шварц Вайс» і «Рот Вайс».
Перший сезон загальнонаціональної Бундесліги розпочинав як головний тренер бременського «Вердера». А вже наступного сезону 1964/65 привів бременців до першого в їх історії титулу чемпіонів Німеччини.
Здобувши цей титул, влітку 1965 року перейшов до стану одного з головних конкурентів свого попереднього клубу у боротьбі за чемпіонський титул, дортмундської «Боруссії». У чемпіонаті дортмундцям вдалося обійти «Вердер», проте вони трьома очками поступилися клубу «Мюнхен 1860» і змушені були задовільнитися «сріблом» першості. По завершенні сезону Мультгауп залишив Дортмунд, утім встиг за рік роботи у ньому здобути престижний трофей, яким став Кубок володарів кубків 1965/66, у фінальній грі за який «Боруссія» у додатковий час здолала з рахунком 2:1 англійський «Ліверпуль». 
Того 1966 року був запрошений очолити команду «Кельна», з якою пропрацював два сезони. У чемпіонаті команда Мультгаупа за ці роки визначних успіхів не досягла, фінішувавши відповідно на сьомому і четвертому місцях, однак і Кельн тренер не залишив без трофею, здобувши Кубок Німеччини сезону 1967/68.
Останнім місцем тренерської роботи був «Вердер», на позицію головного тренера команди якого Віллі Мультгауп повертався усього на місяць 1971 року.
Помер 18 грудня 1982 року на 80-му році життя.

## Титули і досягнення

### Як тренера
- Чемпіон Німеччини (1):

«Вердер»: 1964-1965
- Володар Кубка Німеччини (1):

«Кельн»: 1968
- Володар Кубка Кубків УЄФА (1):

«Боруссія» (Дортмунд): 1965-1966